# Massif dunaire Gâvres-Quiberon et zones humides associées
Massif dunaire Gâvres-Quiberon et zones humides associées este o arie protejată (sit de importanță comunitară — SCI) din Franța întinsă pe o suprafață de 6.813 ha, din care 58 % marine.

## Localizare
Centrul sitului Massif dunaire Gâvres-Quiberon et zones humides associées este situat la coordonatele 47°36′56″N 3°10′20″W / 47.61556°N 3.17222°V.

## Înființare
Situl Massif dunaire Gâvres-Quiberon et zones humides associées a fost declarat arie specială de conservare în baza directivei 92/43 din 1992 referitoare la conservarea habitatelor naturale și a faunei și florei sălbatice pentru a proteja 5 specii de plante și 9 specii de animale.

## Biodiversitate
Situată în ecoregiunea atlantică, aria protejată conține 23 de habitate naturale: Pășuni atlantice udate de apa mării (Glauco-Puccinellietalia maritimae), Depresiuni intradunale umede, Ape oligotrofe din câmpii nisipoase, cu un conținut foarte redus de minerale (Littorelletalia uniflorae), Lagune de coastă, Dune mobile cu vegetație embrionară, Pajiști uscate europene, Pajiști cu Molinia pe soluri calcaroase, turboase sau argilos-nămoloase (Molinion caeruleae), Golfuri mici largi și golfuri puțin adânci, Bancuri de nisip acoperite în permanență slab de apă marină, Recifuri, Salicornia și alte specii anuale care populează regiunile mlăștinoase și nisipoase, Dune cu Salix repens ssp. argentea (Salicion arenariae), Vegetație perenă pe țărmurile stâncoase, Dune de coastă fixe cu vegetație erbacee („dune gri”), Liziere de ierburi înalte hidrofile de câmpie și de nivel montan până la alpin, Păduri de fag acidofile atlantice, cu subarboret de Ilex și, uneori, de asemenea, Taxus, la nivelul arbuștilor (Quercion robori-petraeae sau Ilici-Fagenion), Pajiștile Spartina (Spartinion maritimae), Lacuri eutrofice naturale cu vegetație de tip Magnopotamion sau Hydrocharition, Terase mlăștinoase și terase nisipoase neacoperite de apă la reflux, Dune mobile de-a lungul țărmului cu Ammophila arenaria („dune albe”), Faleze cu vegetație de pe coastele atlantice și baltice, Mlaștini calcaroase cu Cladium mariscus și specii de Caricion davallianae, Vegetație anuală la limita mareei.
La baza desemnării sitului se află mai multe specii protejate:
- plante (5): Eryngium viviparum, moșișoare (Liparis loeselii), Luronium natans, Omphalodes littoralis, Rumex rupestris
- mamifere (4): liliac cârn (Barbastella barbastellus), vidră de râu (Lutra lutra), liliac comun (Myotis myotis), liliacul mare cu potcoavă (Rhinolophus ferrumequinum)
- nevertebrate (5): Coenagrion mercuriale, fluturele auriu (Euphydryas aurinia), Euplagia quadripunctaria, rădașcă (Lucanus cervus), Rosalia alpina

Pe lângă speciile protejate, pe teritoriul sitului au mai fost identificate 91 de specii de plante, 112 specii de păsări, 5 specii de amfibieni, 4 specii de mamifere, 5 specii de reptile.